# Renta strukturalna
Renta strukturalna - przyznawana w ramach Programu Rozwoju Obszarów Wiejskich rolnikom przekazującym swoje pole do większych gospodarstw w zamian za rentę.
Według ustawy z dnia 26 kwietnia 2001 r. o rentach strukturalnych w rolnictwie:

renta strukturalna - miesięczne świadczenie pieniężne przysługujące za przekazane gospodarstwo rolne po spełnieniu warunków określonych w ustawie

{{Cytat}} Linki zewnętrzne: "źródło".
W latach 2004–2006 przeznaczono w Polsce na renty 640,5 mln euro, skorzystało z nich 53,7 tys. rolników. W roku 2009 wstrzymano przyznawanie rent strukturalnych.